# Karin Norelius

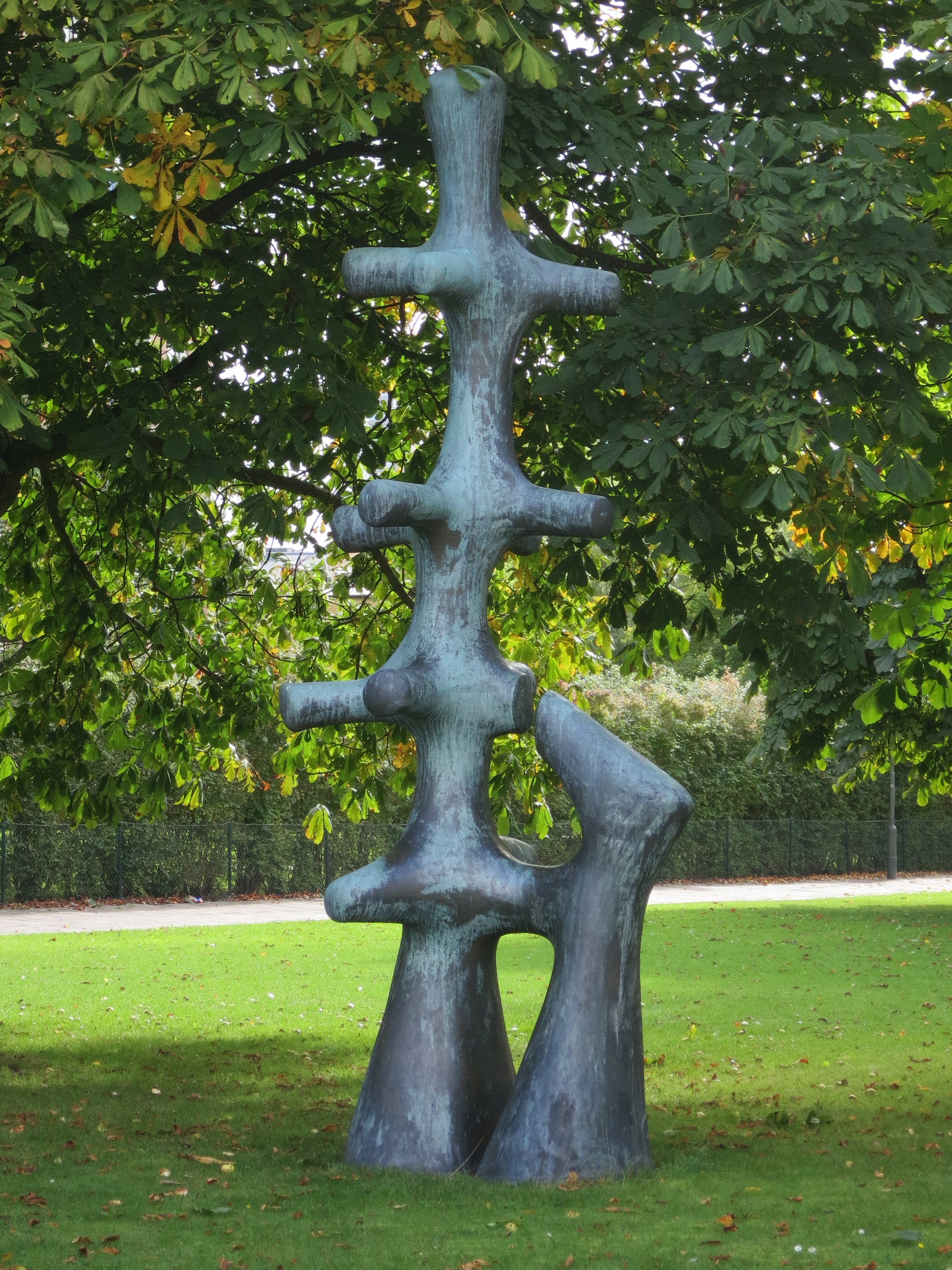
Skulpturen Akrobaterna av Karin Norelius i Malmö.

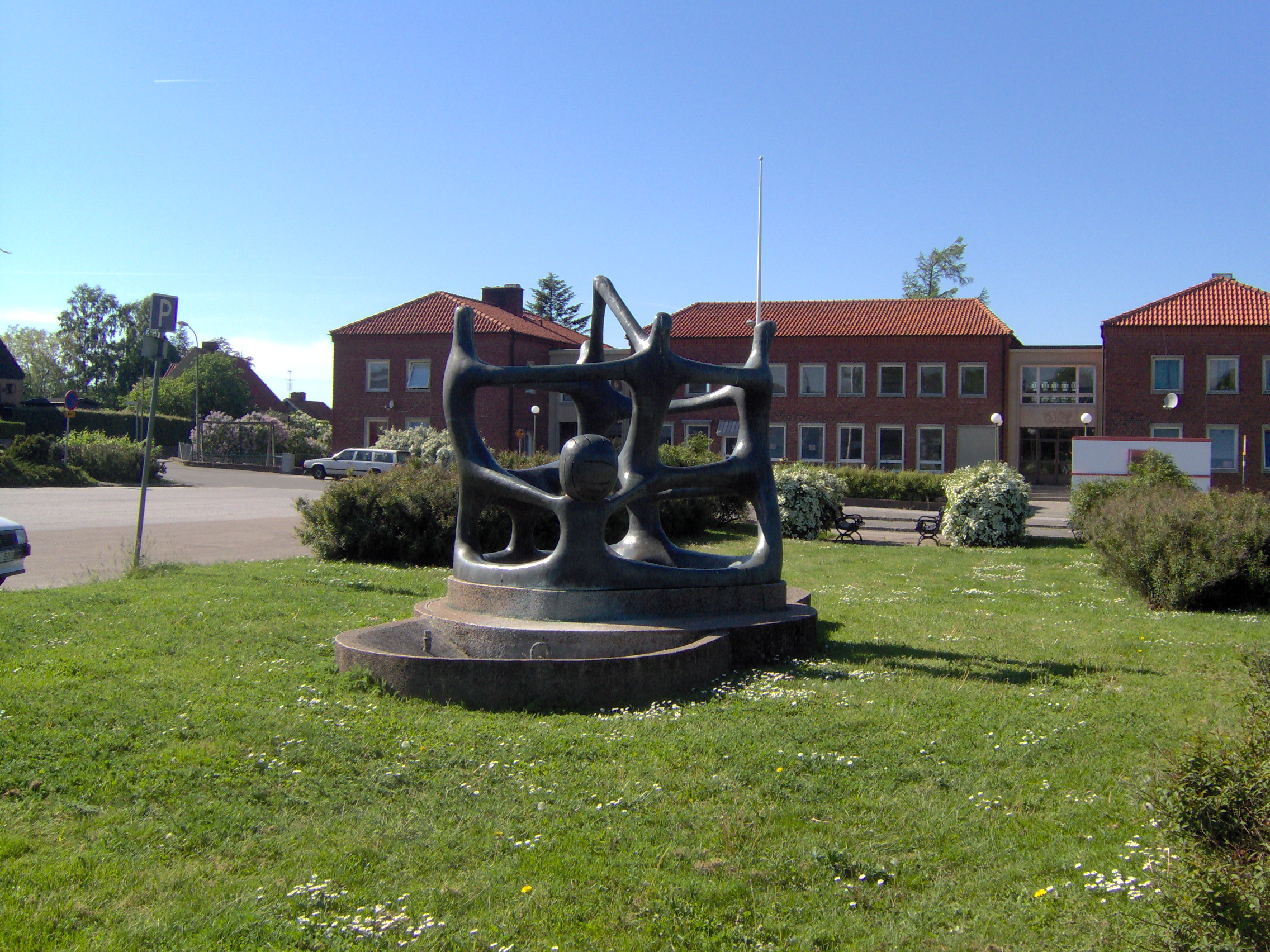
Lekande barn från 1968 i Hammenhög, Simrishamns kommun.

Karin Norelius, född 5 december 1909 i Stockholm, död 1969, var en svensk skulptör, grafiker och textilkonstnär.
Hon studerade konst vid Tekniska skolan i början av 1930-talet som hon följde upp med studier vid Bror Hjorths och Nils Möllerbergs skulpturskola samt Kungliga konsthögskolan 1934–1939. Därefter följde flera studieresor till Frankrike, Italien, Afrika och Finland 1937–1949. Separat ställde hon ut i Tomelilla och Simrishamn. Tillsammans med Uno Vallman, Götrik Örtenholm och Britt Odhner vid Gummesons konsthall 1944, tillsammans med Sonja Sundnér ställde hon ut i Södertälje 1957 och tillsammans med Kaj Siesjö, Louise Peyron-Carlberg samt Victor Kulle på Galleri Brinken i Stockholm. Hon medverkade i ett stort antal samlingsutställningar bland annat med Sveriges allmänna konstförening och i HSBs utställning God konst i alla hem, Riksförbundets vandringsutställningar och Skånes konstförening. Hon inledde ett samarbete med textilkonstnären Sonja Sundnér 1950 som resulterade i att hon fick utföra flera förlagor till gobelänger och kyrklig textil. Under sina studier ägnade hon sig huvudsakligen åt skulptur och hon har utfört en mängd mindre figurer, gruppkompositioner och porträtt där hon arbetade med traditionella material men hon har även experimenterat med bly och stengods. Till hennes offentliga arbeten räknas statyn Lekande barn i Hammenhög, skulpturen Födelse i rymden i Malmö och Raketen i Simrishamn.

## Offentliga verk i urval
- Akrobaterna, brons, 1966, Malmö[2]
- Lekande barn, brons, 1968, Hammenhög